# 北京市通州区信访办
39°54′53″N 116°43′30″E / 39.91475°N 116.72488°E
北京市通州区信访办是北京市通州区人民政府的一个部门。

## 领导
2021年2月，本机构的领导为：
- 于军：党组书记、主任。工作分工：主持信访办全面工作
- 王丽：党组成员、副主任。工作分工：分管信访科工作
- 崔海举：信访办党组成员、副主任。工作分工：分管综合办公室工作

## 机构设置
2021年2月，本机构下设：
- 综合办公室
- 信访科